# Catedral de Colônia
A Catedral de Colônia (português brasileiro) ou Colónia (português europeu) (alemão: Kölner Dom), localizada na cidade alemã de Colônia, é uma igreja católica de estilo gótico, o marco principal da cidade e seu símbolo não oficial.
É a quinta igreja mais alta do mundo e foi classificada como património da humanidade em 1996. O símbolo da cidade atrai seis milhões de turistas por ano, sendo o local turístico mais visitado da Alemanha. Em 1164, foram trazidas de Milão as supostas ossadas dos Três Reis Magos.

## História

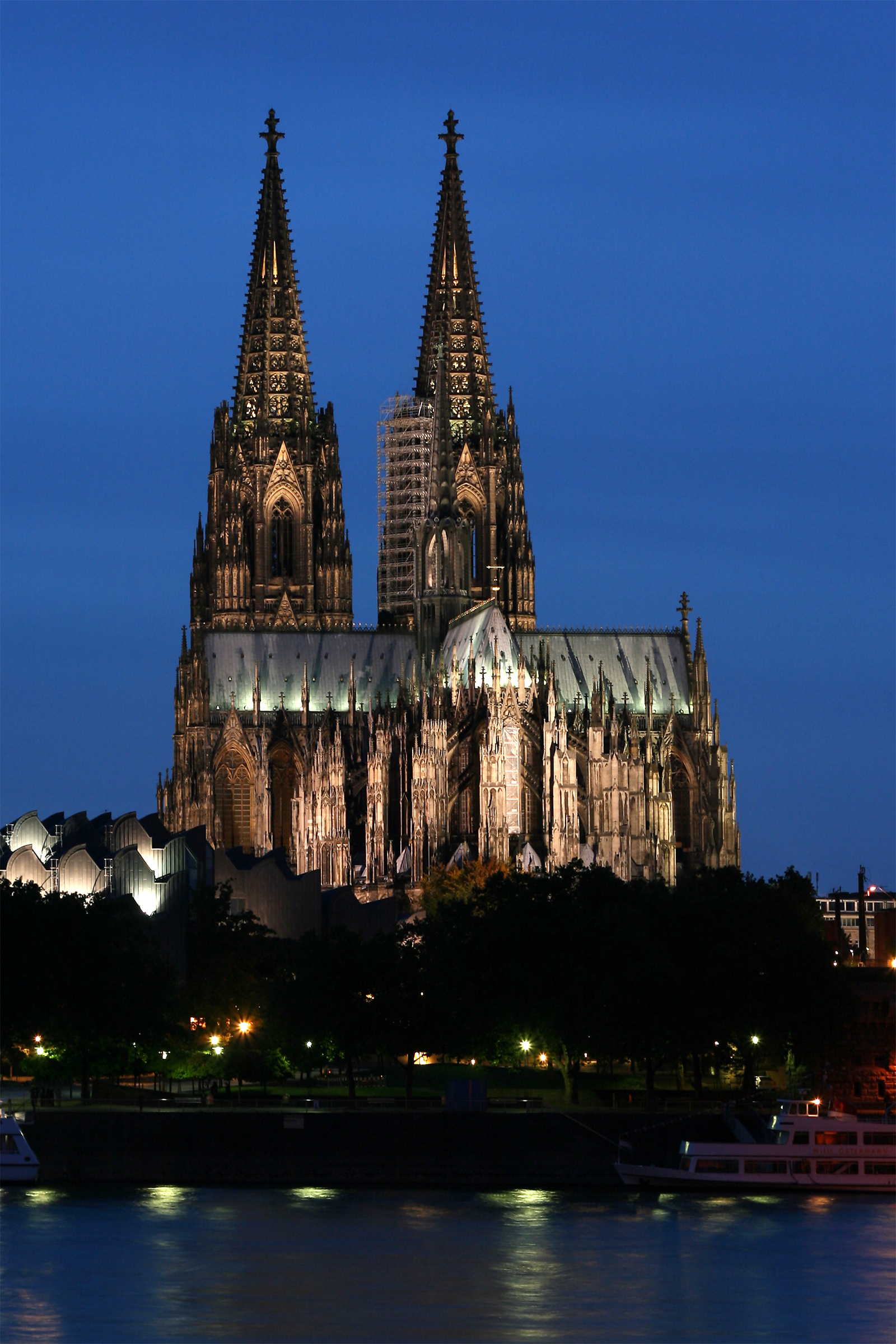
Visão geral da catedral. Foi construída entre 1248 e 1473, sendo expandida entre 1842 e 1880. Desde 1950, está em constante manutenção.

Sua história se inicia em 1164, quando o imperador alemão Frederico Barba Ruiva saqueou Milão, transferindo para a cidade de Colônia os supostos restos mortais dos Três Reis Magos: Baltazar, Melchior e Gaspar. Colônia então transformou-se em local de peregrinação, e a afluência de fiéis era tão grande que a catedral da época não a comportava.
A construção da igreja gótica começou no século XIII (1248) e levou, com as interrupções, mais de 600 anos para ser completada. As duas torres possuem 157 metros de altura, com a catedral possuindo comprimento de 144 metros e largura de 86 metros. Quando foi concluída em 1880, era o prédio mais alto do mundo. A catedral é dedicada a São Pedro e a Nossa Senhora.
Foi construída no local de um templo romano do século IV, um edifício quadrado conhecido como a "mais velha catedral" e administrada por São Materno, o primeiro bispo cristão de Colônia. Uma segunda igreja foi construída no local, a chamada "Velha Catedral", cuja construção foi completada em 818, que acabou queimada em 30 de abril de 1248. São Severino foi bispo desta catedral.
Na Segunda Guerra Mundial, a catedral acabou recebendo 14 ataques por parte de bombas aéreas e não caiu; a reconstrução foi completada em 1956. Na base da torre noroeste, um reparo de emergência realizado com tijolos de má-qualidade retirados de uma ruína próxima da guerra permaneceu visível até fim da década de 1990 como uma lembrança da guerra, mas então foi decidido que a parte deveria ser reformada para seguir a aparência original.

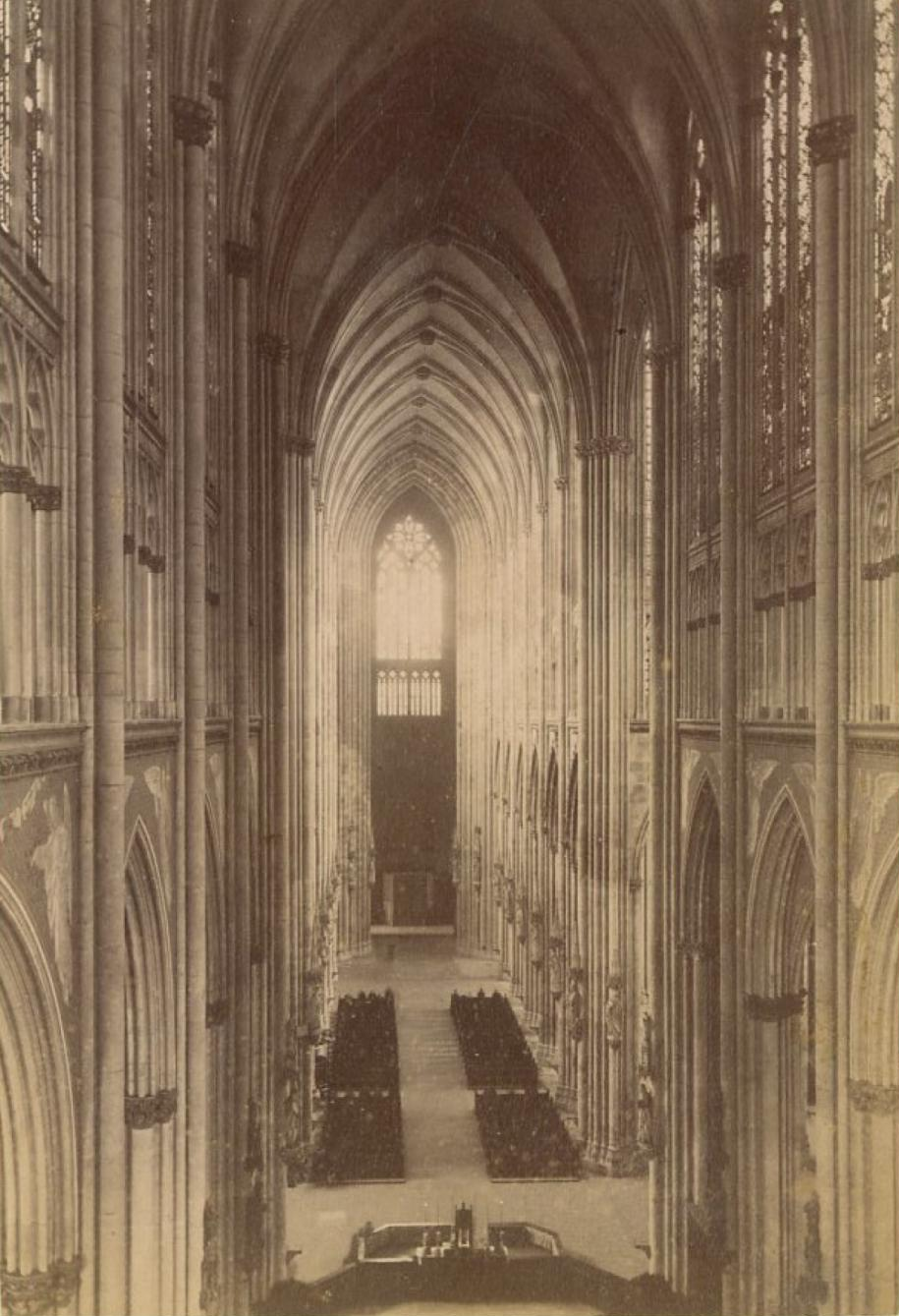
Creifelds, Theodor - Catedral de Colônia, Interior, cerca 1870

## Dimensões
| Comprimento externo                      | 144,58 metros |
| Largura externa                          | 86,25 metros  |
| Largura da fachada Oeste                 | 61,54 metros  |
| Largura da fachada transepto             | 39,95 metros  |
| Largura da Nave (arquitetura) (interior) | 45,19 metros  |
| Altura da torre Sul                      | 157,31 metros |
| Altura da torre Norte                    | 157,38 metros |
| Altura do cume da torre                  | 109,00 metros |
| Altura das fachadas do transepto         | 69.95 metros  |
| Altura da cumeeira                       | 61,10 metros  |
| Altura interior da nave                  | 43,35 metros  |
| Área de construção                       | 7 914 m²      |
| Área de superfície das janelas           | 10 000 m²     |
| Área de superfície do telhado            | 12 000 m²     |
| Volume bruto sem contrafortes            | 407 000 m3    |